# Заячківська Надія Михайлівна
Надія Михайлівна Заячківська (творчий псевдонім — Надія Стрем; нар. 1 липня 1957, Львів) — українська поетеса, перекладачка, викладачка, доцент кафедри педагогіки Львівського національного університету імені І. Франка, кандидат педагогічних наук.

## Біографія
Народилася 1 липня 1957 року у Львові. Закінчила слов'янську філологію Львівського національного університету імені І. Франка.
У 1995 році захистила кандидатську дисертацію на тему: «Формування моральної культури учнів профтехучилищ на народних традиціях».
У різний час працювала викладачем професійно-технічної освіти та завідувачем лабораторії профтехпедагогіки Інституту педагогічної освіти і освіти дорослих імені Івана Зязюна НАПН України. Нині обіймає посаду викладача на кафедрі соціальної та загальної педагогіки Львівського національного університету імені І. Франка.

### Письменницька діяльність
Авторка віршів та поетичних перекладів. Досконало володіє польською мовою та займається перекладом віршів інших письменників на польську. Доробок перекладача включає часописи «Літературний Львів», «Дзвін», журнал «Форма(р)т», книгу «Кіт Матіфас та інші: Тематична антологія віршів ХІХ–ХХ ст.» та інші.
У 2004 році стала упорядником «Українсько-польського і польсько-українського словника».
Публікує власну художню поезію під псевдонімом «Надія Стрем». У 2007 році її вірші було перекладено хорватською мовою.
У 2013 році вийшла збірка віршів «Ириця».

## Науковий доробок
Авторка понад 70-ти наукових та навчально-методичних праць. Наукові інтереси стосуються проблем формування моральної культури молоді засобами етнопедагогіки, української та польської педагогічної термінології, педагогіки та освіти Польщі. Учасниця багатьох міжнародних конференцій в Україні та Польщі (Краків, Люблін, Жешів, Вроцлав, Ченстохова тощо).

## Відзнаки
- Нагрудний знак «Відмінник освіти України»[8]

## Публікації

### Наукові публікації
- Заячківська Н. М. Навчально-методичні матеріали до вивчення теми «Зміст освіти в середній загальноосвітній школі». — Львів, 2001.

- П'ятакова Г. П., Заячківська Н. М. Сучасні педагогічні технології та методика їх застосування у вищій школі — Львів: Видавничий центр ЛНУ імені Івана Франка, 2003. — 55 с.
- Заячківська Н. М. Спецкурс «Освіта і педагогічна думка Польщі» у системі психолого-педагогічної підготовки філолога-полоніста, 2009

- Формування особистості молодого педагога в аспекті адаптації до навчально-виховного середовища [Текст] / Ніна Лозинська, Надія Заячківська, Катерина Беркита // Вісник Львівського університету. Сер. Педагогічна. — Львів: ЛНУ ім. І. Франка, 2009. — Вип. 25, Ч. 4. — С. 222—228.

- Надія Заячківська. Діалог культур як засіб збереження національної самоідентичності (на прикладі підготовки студентів-полоністів у Львівському Національному Університеті імені Івана Франка

- Nadia ZAJACZKIWSKA. Miejsce przedmiotów fakultatywnych w systemie dyscyplin pedagogicznych uniwersytetu klasycznego

- Надія Заячківська. Міжкультурна освіта студентів в умовах класичного університету // Prace Naukowe Akademii im. Jana Długosza w Częstochowie Pedagogika tom XXIV — Częstochowa 2015 — С. 159
- Формування науково-педагогічного світогляду Пауло Фрейре / Н. Заячківська, І. Турчин // Вісник Львівського університету. Серія педагогічна. — 2016. — Вип. 30. — С. 217—225
- Інноваційна активність як компетенція сучасного педагога / О. Біляковська, Н. Заячківська // Вісник Львівського університету. Серія: Педагогічна. — 2011. — Вип. 27. — С. 25-29.

- Заячківська Н.М. Культурна діяльність Б.Лепкого у контексті україно-польських зв'язків. В кн.: Діалог культур: Україна у світовому контексті: Міжвузівський збірник наукових праць. Львів, 1996

### Художня поезія
- Вервиця днів, вервиця слів [Текст]: [поезії] / Надія Стрем // Дзвін. — 2012. — № 7. — С. 29-31.
- Ириця [Текст]: поезія / Надія Стрем ; [худож. Наталія Могилат]. — Л. : Сполом, 2013. — 140 с. : іл. — ISBN 978-966-665-839-8
- Місто мого дитинства [Текст] / Н. Стрем // Київ. — 2020. — № 1-2. — С. 154—161 : портр.